# Congrès de Toulouse (2012)
Pour les articles homonymes, voir Congrès de Toulouse.
Le congrès de Toulouse est le 76e congrès ordinaire du Parti socialiste français, qui se tient à Toulouse du 26 au 28 octobre 2012. L’objectif du congrès est de fixer la ligne générale du Parti socialiste, de désigner un nouveau premier secrétaire en remplacement de Martine Aubry ainsi qu'une nouvelle direction à tous les échelons du parti : section locale, fédération départementale, instances nationales.
C'est le premier congrès du Parti socialiste après ses victoires lors de la présidentielle et des législatives de 2012.
Le 18 octobre 2012, Harlem Désir est élu premier secrétaire du Parti socialiste.

## Organisation

### Localisation
Trois villes sont initialement proposées pour organiser le congrès, à savoir Pau, Saint-Étienne et Toulouse et c'est finalement cette dernière qui est choisie. La ville rose a déjà accueilli un congrès socialiste en 1985.

### Calendrier
Le calendrier général du congrès de Toulouse a été adopté le 19 juin 2012 par le conseil national du Parti socialiste :
- Mardi 17 juillet 2012, minuit : date limite de dépôt des contributions générales et thématiques
- Mercredi 18 juillet 2012 : conseil national de préparation du congrès et d’enregistrement des contributions
- Mercredi 12 septembre 2012 : conseil national de synthèse. Dépôt du texte des motions et des candidats aux instances du parti (conseil national, commission nationale des conflits, commission nationale de contrôle financier)
- Jeudi 11 octobre 2012 : vote des adhérents sur les motions
- Jeudi 18 octobre 2012 : vote des adhérents sur le ou la premier(e) secrétaire
- Vendredi 19 et samedi 20 octobre 2012 : congrès des fédérations départementales
- Vendredi 26, samedi 27 et dimanche 28 octobre 2012 : congrès national à Toulouse

## Contexte

### Premier congrès après les élections de 2012
Le Congrès de Toulouse se tient seulement quelques mois après l'élection de François Hollande à la présidence de la République et la victoire de la gauche aux élections législatives de 2012.
Pour la première fois, ce congrès a lieu suivant les nouvelles modalités adoptées en 2010 :
- le congrès a lieu dans les six mois suivant l'élection présidentielle et en milieu de quinquennat, et non plus tous les trois ans comme c'était le cas précédemment ;
- l'élection du première secrétaire est couplée avec le vote sur les motions : les premiers signataires des deux motions arrivées en tête sont automatiquement candidats pour l'élection du premier secrétaire, qui a lieu par un vote des adhérents une semaine après le vote sur les motions[2]

### Choix du premier secrétaire
Martine Aubry ayant annoncé sa volonté de quitter son poste de première secrétaire à l'issue de ce congrès, se pose la question du choix de son successeur.
La volonté de Martine Aubry et Jean-Marc Ayrault de soutenir une motion regroupant la majorité des sensibilités du parti aboutit à ce que le premier signataire de cette motion soit quasiment assuré de devenir le premier secrétaire. Or ce premier signataire étant désigné par Martine Aubry et Jean-Marc Ayrault, ce processus est critiqué au sein du parti : Julien Dray trouve par exemple qu'il s'agit d'une « forme de désignation plus ou moins obscure », alors que Marie-Noëlle Lienemann déplore un « raidissement » à la tête du PS.
Alors que Jean-Christophe Cambadélis et Harlem Désir se sont portés candidats pour devenir premier secrétaire, le 12 septembre 2012 lors du dépôt des motions, Martine Aubry et Jean-Marc Ayrault annoncent qu'ils proposent Harlem Désir comme premier signataire de la motion qu'ils soutiennent.

## Contributions
Les contributions générales et thématiques, qui forment la première phase du congrès, sont déposées le 17 juillet et enregistrées lors d'un conseil national du parti le lendemain.
Dix-neuf contributions générales sont déposées :
- « Réussir le changement » présentée conjointement par la première secrétaire Martine Aubry et le premier ministre français, Jean-Marc Ayrault, qui invitent les membres du gouvernements et dirigeants du parti à signer cette contribution de façon exclusive.
- « De l'alternance à l'alternative » présentée par Julien Dray, ancien député de l'Essonne, sous la forme d'une pièce de théâtre en deux actes.
- « Dépasser nos frontières » présentée par un collectif de militants socialistes, syndicalistes et associatifs français et étrangers, animé notamment par Maxime des Gayets, proche de Dominique Strauss-Kahn.
- « Réaliser le changement » présenté par Barbara Romagnan, députée du Doubs, et Liêm Hoang-Ngoc, député européen, pour le courant Un Monde d'Avance de Benoît Hamon, ministre délégué, et Henri Emmanuelli.
- « Le Temps de la Gauche » présentée par Marie-Noëlle Lienemann, sénatrice de Paris, et Jérôme Guedj, député de l'Essonne.
- « Pour réussir le changement, redistribuer les richesses » présentée par Gérard Filoche, membre du conseil national.
- « De la rénovation à l'innovation » présentée par les proches et soutiens d'Arnaud Montebourg autour de Paul Alliès.
- « Changer le PS, c'est aider le changement » présentée par le collectif Dessine-moi un parti, animé par Juliette Méadel et Gaëtan Gorce.
- « Socialistes, Altermondialistes, Écologistes » présentée par le Mouvement Utopia.
- « Du bleu au ciel » présentée par le Pôle écologique du PS.
- « GPS : une orientation pour le changement » présentée par Colette Gros, Jean-Paul Chidiac, Bertrand Laforge, du collectif Roosevelt.
- « Agir et Réussir à Gauche » présentée par Michel Debout, André Chapaveire, Philippe Bassinet.
- « Changer la réalité pour accomplir l'idéal » présentée par Jean-Claude Marcoud.
- « Et si c'était maintenant » présentée par Colombe Brossel, Dominique Sopo, Flora Saladin.
- « Innovations Démocratiques » présentée par Didier Guillot, Christine Priotto, Constance Blanchard.
- « La Contribution citoyenne » présentée par Chantal Albert, Jim Albert, Julie Alcouffe.
- « Refondons ensemble le fonctionnement de la République pour réussir le quinquennat » présentée par Jean-Pierre Masseret, Laurent Kalinowski, Jean-Yves Le Déaut.
- « Un grand parti pour un grand projet ! 21 conditions, propositions, réflexions, pour réussir 2012-2017 et au-delà… » présentée par Pascal Joseph, Frédéric Leveille et Émilie Menou.
- « Une jeunesse, des convictions, la force du changement » présentée par Fabien Verdier.

## Motions

### Motions déposées
Lors du conseil national du 12 septembre 2012, six motions sont déposées mais deux d'entre elles fusionnent le lendemain et ce sont finalement cinq motions qui sont soumises au vote des adhérents du parti le 11 octobre 2012 :
- Motion 1 « Mobiliser les Français pour réussir le changement »

Présentée par Harlem Désir et Guillaume Bachelay, soutenue par la Première secrétaire sortante Martine Aubry, le Premier ministre Jean-Marc Ayrault, l'ensemble des ministres socialistes du gouvernement et la quasi-totalité des parlementaires socialistes.
Cette motion regroupe un éventail large de sensibilités du PS.
- Motion 2 « Question de principes » : Présentée par Juliette Méadel, soutenue par Gaëtan Gorce
- Motion 3 « Maintenant la gauche » : Présentée par Emmanuel Maurel, soutenue par Gérard Filoche, Marie-Noëlle Lienemann, Jérôme Guedj et le mouvement Utopia : Cette motion regroupe notamment des membres d'Un Monde d'Avance (gauche du PS) qui n'ont pas rejoint la motion 1.
- Motion 4 « Oser. Plus loin. Plus vite » : Présentée par Stéphane Hessel et soutenue par Pierre Larrouturou : Cette motion s'inspire du Collectif Roosevelt.
- Motion 5 « Toulouse, mon congrès » : Présentée par Constance Blanchard : Cette motion défend un Parti ouvert sur la société et ses sympathisants, plus innovant et plus démocratique. Elle porte les valeurs de jeunesse, de diversité et d'exemplarité du parti, trois thèmes développés par François Hollande pendant la campagne présidentielle de 2012, et, une fois élu, à la tête de l'État.

### Vote des adhérents
Le jeudi 11 octobre 2012 les adhérents du Parti socialiste votent sur les motions. Le résultat de ce vote détermine à la proportionnelle la représentation de chacune des motions au congrès et parmi 204 membres du conseil national. Les résultats sont calculés par fédération départementale, chaque fédération étant représentée au congrès par un nombre de délégués proportionnel à ses effectifs.
| Motions            | Motions            | Titre                                             | Premier-e signataire | Résultat | Résultat |
| Motions            | Motions            | Titre                                             | Premier-e signataire | Voix     | %        |
| ------------------ | ------------------ | ------------------------------------------------- | -------------------- | -------- | -------- |
|                    | 1                  | Mobiliser les Français pour réussir le changement | Harlem Désir         | 58 135   | 67,87    |
|                    | 3                  | Maintenant la gauche                              | Emmanuel Maurel      | 11 283   | 13,28    |
|                    | 4                  | Oser. Plus loin. Plus vite                        | Stéphane Hessel      | 10 005   | 11,78    |
|                    | 2                  | Question de principes                             | Juliette Méadel      | 4 361    | 5,13     |
|                    | 5                  | Toulouse, mon congrès                             | Constance Blanchard  | 1 154    | 1,36     |
|                    |                    |                                                   |                      |          |          |
| Inscrits           | Inscrits           | Inscrits                                          | Inscrits             | 173 486  | 100      |
| Votants            | Votants            | Votants                                           | Votants              | 87 898   | 50,67    |
| Abstentions        | Abstentions        | Abstentions                                       | Abstentions          | 85 588   | 49,33    |
| Blancs ou nuls     | Blancs ou nuls     | Blancs ou nuls                                    | Blancs ou nuls       | 2 960    | 3,37     |
| Suffrages exprimés | Suffrages exprimés | Suffrages exprimés                                | Suffrages exprimés   | 84 898   | 96,63    |

Lors de ce vote, les adhérents se prononcent également sur de nouveaux statuts et un règlement intérieur pour le parti. Ces textes sont adoptés par 73,01 % des votants.

## Élection du premier secrétaire
|                                  |  |  |
| Emmanuel Maurel et Harlem Désir. |  |  |

Selon la réforme statutaire, seuls les premiers signataires des deux motions arrivées en tête peuvent concourir.
Emmanuel Maurel ayant confirmé sa candidature face à Harlem Désir, les adhérents du Parti socialiste votent le jeudi 18 octobre 2012 pour élire le premier secrétaire.

## Déroulé du congrès
Les délégués se réunissent du 26 au 28 octobre 2012 à Toulouse. Le slogan du congrès est « Tous ensemble. Réussir le changement ».
Le congrès adopte une charte éthique pour le Parti socialiste et désigne les membres du conseil national.
Les ministres du gouvernement se succèdent notamment à la tribune et affichent leur soutien à Jean-Marc Ayrault. L'ancienne première secrétaire Martine Aubry et le premier ministre Jean-Marc Ayrault interviennent le samedi 27 octobre. Le lendemain, le nouveau premier secrétaire Harlem Désir conclut le congrès : dans son discours, il dénonce en particulier l'UMP qu'il accuse de se rapprocher du Front national et défend la politique du président François Hollande. Il soutient le droit de vote pour les résidents non communautaires aux élections locales, la fin du cumul des mandats et annonce plusieurs conventions et mesures visant à « ouvrir les portes et fenêtres de Solférino ».

## Nouvelle direction du parti
Le bureau national et le secrétariat national du Parti socialiste sont désignés lors du conseil national du 17 novembre 2012. La motion 3 décide de ne pas participer à la nouvelle direction.
Le 12 décembre 2012, le secrétariat national est complété par des secrétaires nationaux adjoints.
- Premier secrétaire : Harlem Désir
  - Directeur de cabinet du Premier secrétaire : Mehdi Ouraoui
  - Conseiller auprès du premier secrétaire : Alain Fontanel
  - Conseiller auprès du premier secrétaire aux relations avec les revues et les fondations : Alain Bergounioux
  - Conseiller auprès du Premier secrétaire pour l’Europe : Jean-Louis Bianco
  - Conseillère auprès du Premier secrétaire chargée de la parité : Adeline Hazan
- Secrétaire national à la coordination : Guillaume Bachelay
- Porte-parole du Parti socialiste : David Assouline et Frédérique Espagnac
- Vice-présidente de l'Internationale socialiste : Ségolène Royal
- Coprésidents du conseil national : Michel Destot et Colombe Brossel
- Coprésidents du conseil scientifique : Bertrand Monthubert et Marie Récalde
- Coprésidents du conseil d'analyse économique : Pierre-Alain Muet et Valérie Rabault
- Président du Laboratoire des idées : Christian Paul
  - Vice-présidente du Laboratoire des idées : Karine Gloanec Maurin

Secrétaires nationaux fonctionnels
- Fédérations : Alain Fontanel
  - Gaëlle Lenfant
  - Marc Mancel
  - Gwendal Rouillard
- Élections : Christophe Borgel
  - Laurent Cohen
  - François Kalfon
  - Thomas Lardeau
  - Christine Revault D'Allones
- Université populaire permanente : Malek Boutih
- Rénovation : Colombe Brossel
  - Paul Alliès
  - Cécile Alzina
- Relations extérieures : Luc Carvounas
- Mobilisation et campagnes du parti : Carlos Da Silva
- Trésorier : Jean-François Debat
- Adhésions : Elsa Di Meo
- Communication : Olivier Faure
- Organisation : Laurent Grandguillaume
- PS numérique : Monique Herment
- Formation : Delphine Mayrargue
  - Formation des militants : Frédéric Leveille
- Riposte : Sarah Proust
  - Antoine Détourné
- Universités d'été : Valérie Rabault

Secrétaires nationaux thématiques
- Transitions démocratiques et Francophonie : Pouria Amirshahi
- Économie sociale et solidaire : Florence Augier
- Économie : Karine Berger
- Défense : Didier Boulaud
- Sports : Brigitte Bourguignon
- Éducation : Émeric Bréhier
  - Yannick Trigance
- Petite enfance, autonomie et handicap : Charlotte Brun
- Médias : Philippe Buisson
- Europe et international : Jean-Christophe Cambadélis
  - Philippe Cordery
- Questions de société : Marc Coatanéa
- Libertés publiques et justice : Marie-Pierre de la Gontrie
- Logement et égalité des territoires : Carole Delga
  - Logement : Audrey Linkenheld
- Recherche : Stéphane Delpeyrat
- Réforme et modernisation de l'État : Matthias Fekl
- Lutte contre l'exclusion : Hélène Geoffroy
- Formation professionnelle et apprentissage : Pascale Gérard
- Travail et emploi : Jean-Marc Germain
- Politiques européennes : Estelle Grelier
- Droits des femmes : Adeline Hazan
  - Mine Gunbay
- Culture : Frédéric Hocquart
- Famille : Cécile Jonathan
- Outremers : David Lebon
- Droits de l'Homme : Axelle Lemaire
- Transports : Annick Lepetit
- Immigration : Sandrine Mazetier
- Industrie : Juliette Méadel
- Vie associative : Françoise Mésnard
  - Nisrine Zaibi
- Français de l'étranger : Corinne Narassiguin
- Coopération Nord-Sud : Gilles Pargneaux
- Ruralité, mer et agriculture : Germinal Peiro
  - Industrie agroalimentaire : Odette Herviaux
- Santé : Martine Pinville
  - Amale Chébib
- Énergie : Eduardo Rihan Cypel
- Politique de la ville : Sylvie Robert
- Environnement et développement durable : Laurence Rossignol
  - Développement durable : Emmanuelle De Gentili
- Enseignement supérieur : Bernard Soulage
- Protection sociale : Pascal Terrasse
- Pêche et littoral : Isabelle Thomas
- Sécurité : Clotilde Valter
- Égalité citoyenne : Louis Mohamed Seye
- Citoyenneté européenne : Philippe Allard
- Insertion : Sandrine Charnoz
- Institutions : Caroline De Haas
- Décentralisation : Nathalie Appéré
- Commerce extérieur : Roberto Romero